# Öl- und Trübungsmelder
Ein Öl- und Trübungsmelder ist ein Warngerät zur Überwachung von Wasser in einem Wasserkreislauf.

## Verwendung
Es dient u. a. zur Überwachung des rückfließenden Kondensates (Kondensatüberwachung) in den Kesselwasserkreislauf, sofern die Möglichkeit der Kontamination mit Fremdstoffen wie Öl, Fett, Molke, Benzin etc. besteht. Diese Fremdstoffe können im Kessel den Wärmeübergang behindern sowie zum „Schäumen“ und „Spucken“ führen. Hierdurch kann salzhaltiges Kesselwasser mitgerissen werden und in den nachgeschalteten Dampfleitungen, Turbinen, Kondensatleitungen etc. zu Schäden führen. Dem Gedanken, das Kondensat einfach zu verwerfen, wenn die Gefahr einer Verunreinigung besteht, steht entgegen, dass in dem Kondensat eine Menge Energie, die vorher im Prozess der Dampferzeugung aufwendig (Wasseraufbereitung, Entgasung, chemische Dosierung, Brennstoffeinsatz usw.) erzeugt wurde, enthalten ist. Grundlage für die Forderung einer Kondensatüberwachung bilden die TRD 604 im nationalen Regelwerk bzw. die EN 12952/-53 im europäischen Regelwerk.

## Funktion
Öl- und Trübungsmelder dienen der qualitativen Überwachung des rückfließenden Kondensates in den Kesselwasserkreislauf. Das System basiert auf der Durchlicht- bzw. Streulichtmessung. Dient der Streulichtkanal der Überwachung auf Fremdstoffeinbruch, so dient der Durchlichtkanal der internen Systemüberwachung sowie der Anpassung an schwankende Transparenz des zu überwachenden Kondensates. Die Ansprechempfindlichkeit dieses Systems beginnt bei 2 ppm.

## Anwendung
Öl- und Trübungsmelder sollten leicht zu handhaben und zu installieren sein. Eine Reinigung des Glaszylinders sollte ohne Demontage möglich sein. Sie müssen eine hohe Schaltpunktgenauigkeit haben und ein unempfindliches optoelektronisches Messprinzip besitzen. Eine TÜV-Zulassung gemäß VdTÜV-Merkblatt Wasserüberwachung 100 ist notwendig. Dadurch sind ihre bevorzugten Einsatzgebiete:
- Kondensatüberwachung
- Turbinenölkühlung in offenen Kreisläufen
- Filterüberwachung